# Свержин Володимир Ігорович
Володи́мир Све́ржин (9 лютого 1965, Харків — 5 квітня 2020, Санкт-Петербург), справжнє ім'я Володимир Ігорович (за деякими даними - Ізраїлевич) Фідельман — український письменник-фантаст, який писав російською мовою. З 2014 року проживав у РФ. За власними словами — «антимайдановець», «колабораціоніст», учасник "московського «З'їзду сепаратистів» (2016). Участь у Війні на Донбасі на боці бойовиків не підтверджується жодними доказами, окрім його власних слів у інтерв'ю російським ЗМІ.

## Біографія
Володимир Свержин народився 9 лютого 1965 у м.Харків. У 1981 році був виключений зі школи «за хуліганство». Деякий час працював на харківських заводах. Середню освіту здобув у школі робітничої молоді.
Був призваний до армії, служив на Балтійському флоті. Після армії працював у Харківському оперативному з'єднанні, в ХТТУ, вчився на історичному факультеті Харківського державного університету, був активним учасником політичних подій 1987—1991 років, працював журналістом, охоронцем, начальником служби охорони, спеціалістом з геральдики.
З 1995 р. Володимир Свержин — президент Науково-дослідницького Центру Експериментальної Історії розвитку цивілізації. Представник Геральдичної Палати (Україна) та Російської Геральдичної Колегії зі Східної України, майстер клинка, інструктор Федерації контактного карате, член Міжнародної Професійної Конфедерації каскадерів.
В 2014 році оголосив про своє несприйняття Євромайдану. З початком бойових дій на Донбасі перейшов на сторону ворога і «вступив» (з його власних слів) в так звану «армію Новоросії», де начебто служив офіцером (в базі даних «Миротворець» на момент написання статті був відсутній, імовірно, участь у реальних бойових діях проти України - голослівна, «фентезійна», альтернативно-історична, що цілком в дусі творчого методу автора).
В 2016 взяв участь у так званому «Всесвітньому з'їзді сепаратистів» (Діалог націй [Архівовано 6 березня 2019 у Wayback Machine.]) у Москві, на якому дав дуже сумнівне в сенсі правдивості інтерв'ю «Справа солдата» [Архівовано 6 березня 2019 у Wayback Machine.] Літературній Газеті, Жив у Санкт-Петербурзі та Москві.
В 2018 році був внесений в базу даних "Миротворець" як член виборчої комісії на дільниці № 105 на незаконних виборах в ТО Криму від "Російської партія садоводів" (що видається сумнівним, беручи до уваги іронічно-зверхнє відношення до фізичної праці більшості його літературних персонажів). 
Мав хворобу серця, від якої помер у Санкт-Петербурзі на початку епідемії Ковід-19.

## Творчість
У березні 1982 року Володимир Свержин дебютував на щорічному семінарі молодих авторів при харківському відділенні Спілки Письменників.
Романи Свержина можна віднести до пригодницької фантастики з елементами альтернативної історії. Автор найбільш відомий за циклом «Інститут експериментальної історії». Книги автора видавались більше всього в РФ. 

### Романи
Назви творів наведені російською мовою

#### Цикл «Інститут експериментальної історії»
- 1997 «Ищущий битву»
- 1997 «Закон Единорога»
- 1997 «Колесничие фортуны»
- 2001 «Трёхглавый орёл»
- 2002 «Все лорды Камелота»
- 2002 «Крестовый поход восвояси»
- 2003 «Чего стоит Париж?»
- 2004 «Воронья стража»
- 2005 «Сеятель бурь»
- 2006 «Железный сокол Гардарики»
- 2007 «Время наступает»
- 2008 «Фехтмейстер»
- 2009 «Лицо отмщения»
- 2009 «Сын погибели»
- 2010 «Внутренняя линия»
- 2012 «Башни земли Ад»
- 2012 «Заря цвета пепла»

#### Цикл «Нишпорка для феї»
- 2003 «Сыщик для феи»
- 2005 «Когда наступит вчера»

#### Окремі твори
- 1999 «Марш обреченных»
- 2011 «Война ротмистра Тоота» (Міжавторський цикл «Населений острів» за однойменним романом братів Стругацьких)
- 2012 «Мир ротмистра Тоота» (Міжавторський цикл «Населений острів» за однойменним романом братів Стругацьких)

## Премії
- 2008 Премія «Баст» фестивалю фантастики «Басткон»
- 2008 Премія фестивалю фантастики «Срібна стріла» за найкращий негативний образ